# نقشه‌ای از جهان
نقشه‌ای از جهان (انگلیسی: A Map of the World) فیلمی در ژانر درام است که در سال ۱۹۹۹ منتشر شد. از بازیگران آن می‌توان به سیگورنی ویور، جولیان مور و دیوید استراترن اشاره کرد.

## خلاصه فیلم
پرستار «آلیس گوودوین» به همراه همسر و دو دخترش در مزرعه‌ای در شهری کوچک زندگی می‌کند. پس از یک اتفاق در املاک او، مردم شهر در برابر او قرار گرفته و او را متهم به کودک‌آزاری می‌کنند…